# Rocha intrusiva

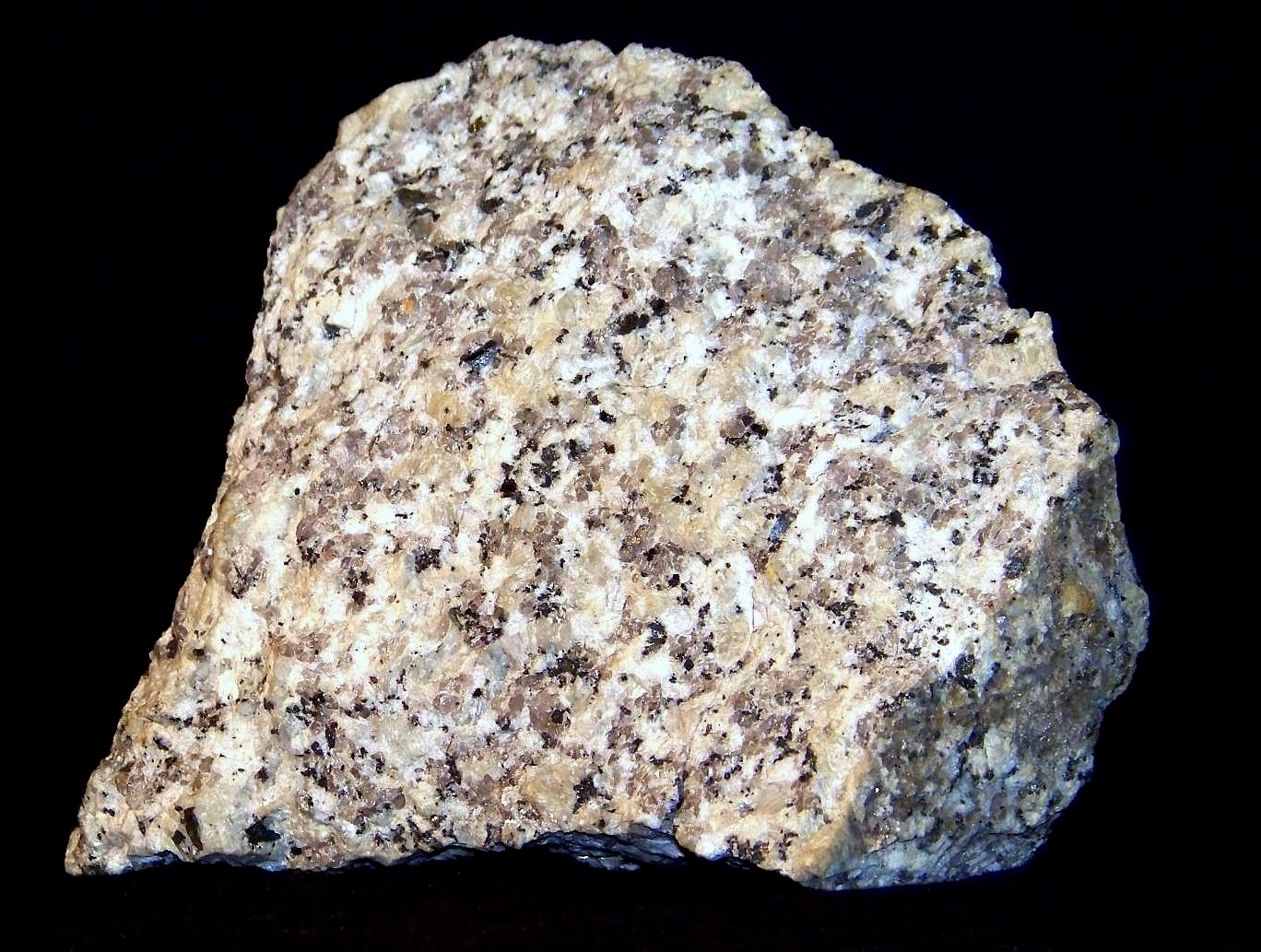
Granito, uma rocha plutónica comum.

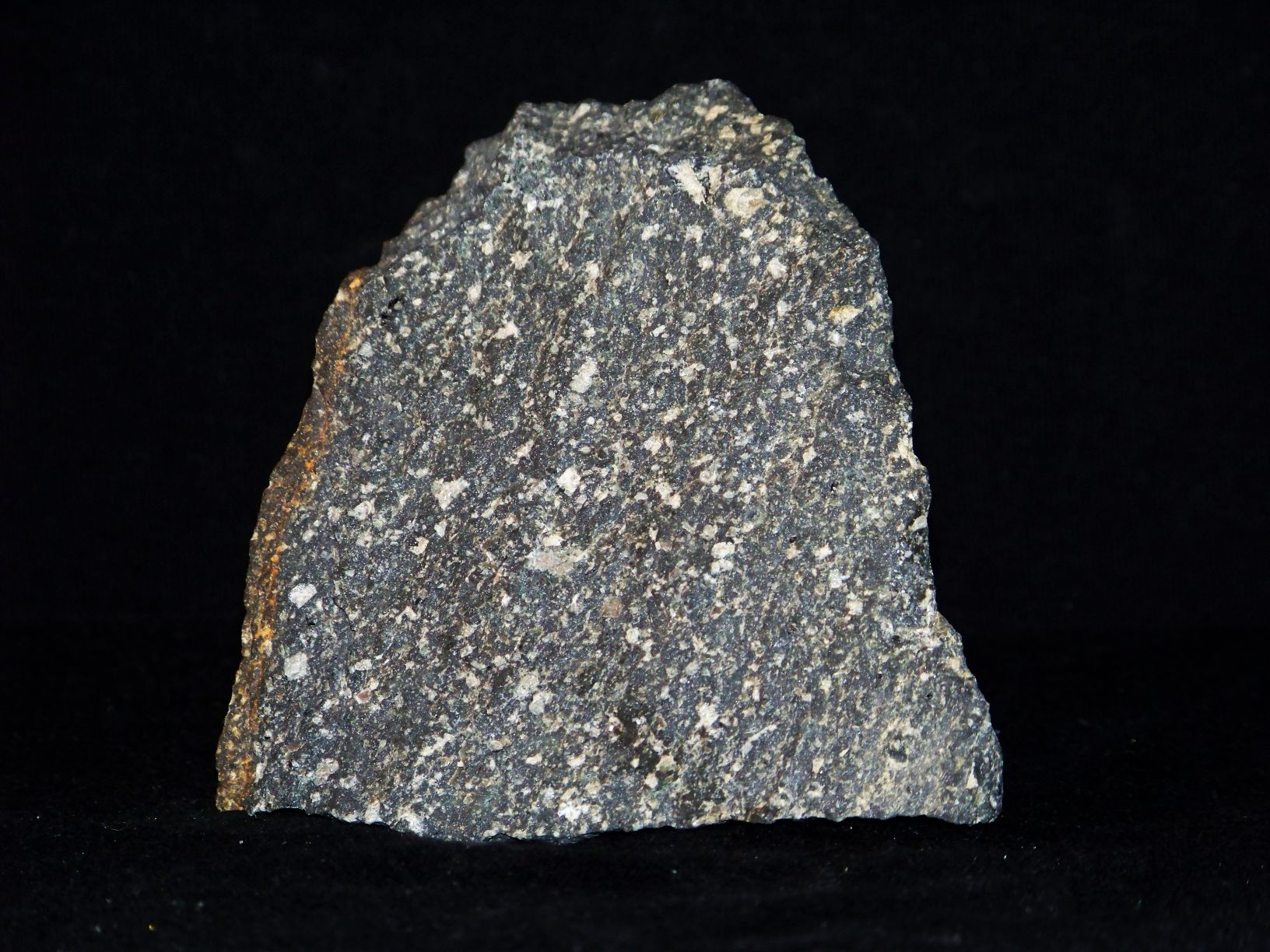
Pórfiro, uma rocha plutónica ou intrusiva.

Rochas intrusivas ou rochas plutónicas são as designações dadas em geologia e petrologia às rochas ígneas que se formaram pelo arrefecimento lento do magma, em geral a grandes profundidades e em grandes massas. Este grupo de rochas constitui a quase totalidade do manto e a maior parte da crosta, formando a maioria do volume da Terra.

## Descrição
A par das rochas vulcânicas e rochas subvulcânicas, as rochas plutónicas são um dos grandes grupos em que são tradicionalmente classificadas as rochas ígneas, distinguindo-se dos restantes por solidificarem em profundidade, num processo lento de arrefecimento que favorece a cristalização e a diferenciação dos minerais. Para além disso, a solidificação sem contacto com a atmosfera ou a hidrosfera favorece a manutenção da composição inicial do magma, dificultando a perda de voláteis e a desgaseificação.
São designados por plutões os afloramentos deste tipo de rochas, como por exemplo os batólitos, os lacólitos, as soleiras e os diques. Estes afloramentos são com frequência visíveis à superfície em resultada dos processos erosivos que removeram as rochas que anteriormente os cobriam.
Durante a sua formação o arrefecimento é muito lento, permitindo assim o crescimento de grandes cristais de minerais puros, resultando na formação de uma textura heterogénea, granulosa à simples vista. O granito, o gabro, o sienito, o diorito, o peridotito e o tonalito são exemplos de rochas plutónicas.
Em termos quantitativos, as rochas plutónicas são as mais importantes e comuns. Dominam de forma avassaladora a composição da Terra, estando constituído por elas a totalidade do manto terrestre e a maior parte do volume da crusta. As restantes rochas formam apenas um recobrimento na crusta superficial (rochas ígneas vulcânicas, rochas sedimentares e rochas metamórficas) ou, no caso das rochas filonianas, diques e soleiras entre as outras rochas de volume relativamente pequeno.
As rochas plutónicas, e em geral as rochas ígneas, são as rochas primárias, a partir de cujos materiais evoluem as demais. Constituem o grosso da massa dos planetas telúricos (rochosos), e não apenas da Terra, formados pelo arrefecimento e cristalização, após fusão, dos materiais silicatados que formam os planetas durante o processo de acreção. Também estão presentes, por idênticas causas e mecanismos, no núcleo dos planetas gigantes gasosos, em muitos dos satélites destes e nos asteróides sólidos de maiores dimensões.